# Parigi-Roubaix 2021
La Parigi-Roubaix 2021, centodiciottesima edizione della corsa, valevole come trentatreesima prova dell'UCI World Tour 2021 categoria 1.UWT, si svolse il 3 ottobre 2021 su un percorso di 257,7 km, con partenza da Compiègne e arrivo a Roubaix, in Francia. Originariamente prevista l'11 aprile 2021, la corsa, già cancellata nel 2020 a causa della pandemia di COVID-19, fu posticipata al 3 ottobre a causa di ulteriori restrizioni per il contenimento della pandemia in Francia decise nella primavera del 2021. La vittoria fu appannaggio dell'italiano Sonny Colbrelli, che completò il percorso in 6h01'57" alla media di 42,719 km/h, precedendo il belga Florian Vermeersch e l'olandese Mathieu van der Poel.
Sul traguardo del Velodromo di Roubaix 95 ciclisti, su 173 partiti da Compiègne, portarono a termine la competizione.

## Squadre e corridori partecipanti
| N.      | Cod. | Squadra                |
| ------- | ---- | ---------------------- |
| 1-7     | LTS  | Lotto Soudal           |
| 11-17   | BOH  | Bora-Hansgrohe         |
| 21-27   | DQT  | Deceuninck-Quick Step  |
| 31-37   | TJV  | Jumbo-Visma            |
| 41-47   | ISN  | Israel Start-Up Nation |
| 51-57   | AFC  | Alpecin-Fenix          |
| 61-67   | TFS  | Trek-Segafredo         |
| 71-77   | TBV  | Bahrain Victorious     |
| 81-87   | ACT  | AG2R Citroën Team      |
| 91-97   | GFC  | Groupama-FDJ           |
| 101-107 | EFN  | EF Education-Nippo     |
| 111-117 | COF  | Cofidis                |
| 121-127 | UAD  | UAE Team Emirates      |

| N.      | Cod. | Squadra                   |
| ------- | ---- | ------------------------- |
| 131-137 | IGD  | Ineos Grenadiers          |
| 141-147 | TEN  | TotalEnergies             |
| 151-156 | BEX  | Team BikeExchange         |
| 161-167 | DKO  | Delko                     |
| 171-177 | DSM  | Team DSM                  |
| 181-187 | IWG  | Intermarché-Wanty-Gobert  |
| 191-197 | TQA  | Team Qhubeka NextHash     |
| 201-207 | MOV  | Movistar Team             |
| 211-217 | ARK  | Team Arkéa-Samsic         |
| 221-227 | AST  | Astana-Premier Tech       |
| 231-237 | BBK  | B&B Hotels                |
| 241-247 | BBW  | Bingoal Pauwels Sauces WB |

## Ordine d'arrivo (Top 10)
| Pos. | Corridore            | Squadra    | Tempo    |
| ---- | -------------------- | ---------- | -------- |
| 1    | Sonny Colbrelli      | Bahrain    | 6h01'57" |
| 2    | Florian Vermeersch   | Lotto      | s.t.     |
| 3    | Mathieu van der Poel | Alpecin    | s.t.     |
| 4    | Gianni Moscon        | Ineos      | a 44"    |
| 5    | Yves Lampaert        | Deceuninck | a 1'16"  |
| 6    | Christophe Laporte   | Cofidis    | s.t.     |
| 7    | Wout Van Aert        | Jumbo      | s.t.     |
| 8    | Tom Van Asbroeck     | Israel     | s.t.     |
| 9    | Guillaume Boivin     | Israel     | s.t.     |
| 10   | Heinrich Haussler    | Bahrain    | s.t.     |